# Huston Street
Huston Lowell Street (ur. 2 sierpnia 1983) – amerykański baseballista, który występował na pozycji miotacza.

## Przebieg kariery
Street studiował na University of Texas, gdzie w latach 2002–2004 grał w drużynie uniwersyteckiej Texas Longhorns. W 2002 wystąpił w College World Series, w których Longhorns pokonali South Carolina Gamecocks 12–6; Street został wybrany najbardziej wartościowym zawodnikiem całej serii zaliczając cztery save'y w czterech występach. Dwa lata później Longhorns ponownie zagrali w finale CWS, w którym ulegli Cal State Fullerton w dwóch meczach, grając systemem best-of-three. W 2004 został wybrany w pierwszej rundzie draftu z numerem 40. przez Oakland Athletics i początkowo grał w klubach farmerskich tego zespołu.
W MLB zadebiutował 6 kwietnia 2005 w meczu przeciwko Baltimore Orioles. W 2005 uzyskał bilans W-L 5-1, rozegrał 78⅛ inningów, zaliczył 72 strikeouty oraz 23 save'y i przy wskaźniku ERA 1,72 (2. wynik w lidze wśród closerów za Mariano Riverą) został wybrany najlepszym debiutantem w American League. W listopadzie 2008 w ramach wymiany zawodników przeszedł do Colorado Rockies.
W grudniu 2011 podpisał kontrakt z San Diego Padres. W 2012 po raz pierwszy został powołany do Meczu Gwiazd.
W lipcu 2014 w ramach wymiany zawodników przeszedł do Los Angeles Angels of Anaheim.

## Nagrody i wyróżnienia
| Nagroda/wyróżnienie         | Lata       | Źródło |
| 2× All-Star                 | 2012, 2014 | [ 4 ]  |
| AL Rookie of the Year Award | 2005       | [ 5 ]  |